# Miami Dolphins 1984
La stagione 1984 dei Miami Dolphins è stata la numero 19 della franchigia, la quindicesima nella National Football League. La squadra vinse la finale della AFC del 1984 e si qualificò per il Super Bowl XIX, dove fu sconfitta dai San Francisco 49ers, 38–16. Al 2018, questa è l'ultima apparizione dei Dolphins al Super Bowl.
L'abilità nei passaggi del quarterback al secondo anno Dan Marino divenne il punto focale dell'attacco di Miami e nel 1984 Dan esplose stabilendo i record NFL stagionali con 5.084 yard passate e 48 passaggi da touchdown, venendo premiato come MVP della NFL. Il record di passaggi fu superato da Peyton Manning vent'anni dopo mentre quello di yard passate da Drew Brees ventisette anni dopo. I Dolphins stabilirono un primato di franchigia ancora imbattuto di 513 punti e vinsero le prime 11 gare, terminando con un record di 14-2, il secondo migliore della loro storia dopo quello della stagione da imbattuti del 1972.

## Calendario

### Stagione regolare
| Turno | Data       | Avversario             | Risultato | Pubblico |
| ----- | ---------- | ---------------------- | --------- | -------- |
| 1     | 2/9/1984   | @ Washington Redskins  | V 35–17   | 52.683   |
| 2     | 9/9/1984   | New England Patriots   | V 28–7    | 66.083   |
| 3     | 17/9/1984  | @ Buffalo Bills        | V 21–17   | 65.455   |
| 4     | 23/9/1984  | Indianapolis Colts     | V 44–7    | 55.415   |
| 5     | 30/9/1984  | @ St. Louis Cardinals  | V 36–28   | 46.991   |
| 6     | 7/10/1984  | @ Pittsburgh Steelers  | V 31–7    | 59.103   |
| 7     | 14/10/1984 | Houston Oilers         | V 28–10   | 54.080   |
| 8     | 21/10/1984 | @ New England Patriots | V 44–24   | 60.711   |
| 9     | 28/10/1984 | Buffalo Bills          | V 38–7    | 58.824   |
| 10    | 4/11/1984  | @ New York Jets        | V 31–17   | 72.655   |
| 11    | 11/11/1984 | Philadelphia Eagles    | V 24–23   | 70.227   |
| 12    | 18/11/1984 | @ San Diego Chargers   | S 28–34   | 53.041   |
| 13    | 26/11/1984 | New York Jets          | V 28–17   | 74.884   |
| 14    | 2/12/1984  | Los Angeles Raiders    | S 34–45   | 71.222   |
| 15    | 9/12/1984  | @ Indianapolis Colts   | V 35–17   | 60.411   |
| 16    | 17/12/1984 | Dallas Cowboys         | V 28–21   | 74.139   |

### Playoff
| Turno              | Data       | Avversario          | Risultato |
| ------------------ | ---------- | ------------------- | --------- |
| Divisional playoff | 24/12/1984 | Seattle Seahawks    | V 31-10   |
| Finale AFC         | 29/12/1984 | Pittsburgh Steelers | V 45-28   |
| Super Bowl VII     | 20/1/1985  | San Francisco 49ers | S 38-16   |

## Classifiche
| AFC East             | AFC East | AFC East | AFC East | AFC East | AFC East | AFC East | AFC East | AFC East | AFC East |
|                      | V        | S        | P        | %        | DIV      | CONF     | PF       | PS       | Str.     |
| -------------------- | -------- | -------- | -------- | -------- | -------- | -------- | -------- | -------- | -------- |
| Miami Dolphins(1)    | 14       | 2        | 0        | .875     | 8–0      | 10–2     | 513      | 298      | V2       |
| New England Patriots | 9        | 7        | 0        | .563     | 6–2      | 9–3      | 362      | 352      | V1       |
| New York Jets        | 7        | 9        | 0        | .438     | 3–5      | 7–7      | 332      | 364      | S1       |
| Indianapolis Colts   | 4        | 12       | 0        | .250     | 2–6      | 4–8      | 239      | 414      | S5       |
| Buffalo Bills        | 2        | 14       | 0        | .125     | 1–7      | 1–11     | 250      | 454      | S2       |

## Premi
- Dan Marino:

MVP della NFL
giocatore offensivo dell'anno